# مونتريال إمباكت (1992–2011)
نادي إمباكت مونتريال لكرة القدم (بالفرنسية: Impact de Montréal) و(بالإنجليزية: Montreal Impact) هو نادي كرة قدم كندي يلعب في كلٍ من البطولة الكندية لكرة القدم والدوري الأمريكي لكرة القدم، في موسم 2014-15 وصل إلى نهائي دوري أبطال الكونكاكاف وخسر أمام نادي أمريكا المكسيكي 3–5 في مجموع المباراتين.
تأسس عام
2010 (منذ 9 سنوات)
الملعب
ملعب سابوتو، مونتريال
(السعة: 20,801)
البلد كندا 
الدوري
البطولة الكندية
الدوري الأمريكي
الإدارة
المالك
كندا جوي سابوتو
المدرب
كندا ماورو بييلو
الموقع الرسمي
www.impactmontreal.com
الألقاب والأوسمة
المحلية
البطولة الكندية (3)